# Dünengazelle
Die Dünengazelle (Gazella leptoceros) ist eine Art der Gazellen (Gattung Gazella), die heute nur noch regional in der Sahara verbreitet ist.

## Merkmale
Die Dünengazelle erreicht eine Gesamtlänge von 1,15 bis 1,3 Metern, wovon 15 bis 20 Zentimeter auf den Schwanz entfallen. Die Schulterhöhe beträgt 65 bis 70 Zentimeter, das Gewicht 20 bis 30 Kilogramm.
Sie kennzeichnet sich vor allem durch ihre extrem schlanken Hörner, die beim Bock 30 bis 40 Zentimeter messen, sowie durch ihr cremeweißes Fell, das heller ist als das aller anderen afrikanischen Gazellenarten. Weitere Merkmale sind die undeutliche Gesichtsmarkierung, die schwarze, distale Hälfte des Schwanzes und die stark verbreiterten Hufe, die ein Einsinken im Sand verringern sollen.

## Verbreitung und Bestand

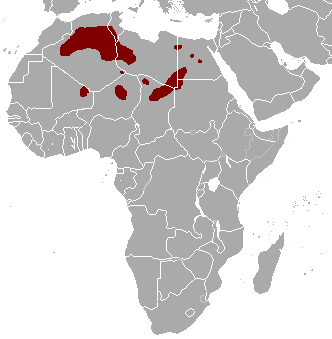
Das Verbreitungsgebiet der Dünengazelle im nördlichen Afrika

Die Dünengazelle bewohnt in erster Linie sandige Gebiete, dringt aber wahrscheinlich auch in angrenzende Hügelländer vor. Sie war ursprünglich weit im Norden Afrikas verbreitet. Rezente Vorkommen sind nur aus Niger und Ägypten nachgewiesen, doch dürfte die Art auch noch in einigen anderen, sandigen Teilen der Sahara vorkommen. Aus den nördlichen und südlichen Randzonen dieser Wüste ist die Dünengazelle heute verschwunden. Der Gesamtbestand wird auf weniger als 2500 ausgewachsene Tiere geschätzt. Die IUCN stuft die Dünengazelle als „stark gefährdet“ (endangered) ein. Einziger europäischer Tiergarten, der aktuell Dünengazellen hält, ist der Zoo Planckendael in Belgien.

## Systematik
Es werden zwei Unterarten unterschieden:
- G. l. leptoceros (Cuvier, 1842); westliches Ägypten und nordöstliches Libyen
- G. l. loderi Thomas, 1894; westliche und zentrale Sahara

G. l. loderi ist gegenüber der Nominatform größer, hat aber kürzere Hörner (Hornlänge bei G. l. loderi durchschnittlich 29,8 cm im Vergleich zu 33,7 cm bei G. l. leptoceros). Beide Unterarten sind voneinander geographisch isoliert und unterscheiden sich ökologisch ein wenig. Es ist aber umstritten, ob es sich tatsächlich um Unterarten handelt, was nach Aussage einiger Autoren einer genetischen Überprüfung bedarf.